# Cabinet Boden II
Pour les articles homonymes, voir Boden (homonymie).
Le cabinet Boden II était le gouvernement en fonction dans le Land de Rhénanie-Palatinat (Allemagne) du 13 juin 1947 au 8 juillet 1947.

## Composition
| Amt                                   | Name             | Partei |
| ------------------------------------- | ---------------- | ------ |
| Ministre-président                    | Wilhelm Boden    | CDU    |
| Justice et Culture                    | Adolf Süsterhenn | CDU    |
| Aide sociale, Travail, Reconstruction | Hans Junglas     | CDU    |
| Alimentation, Économie et Finances    | Oskar Stübinger  | CDU    |